# Morgen ben ik weer thuis
 Morgen ben ik weer thuis   is een Nederlandstalige thriller van Simone van der Vlugt. Het is het tweede deel van een reeks met de Alkmaarse rechercheur Lois Elzinga in de hoofdrol.

## Het verhaal
De hoofdpersonen zijn:
- Lois Elzinga, 31 jaar. Rechercheur bij de politie te Alkmaar. Ze heeft een twee jaar jonger zusje Tessa. Haar moeder Paulette heeft zich ruim 10 jaar terug dronken te pletter gereden met haar auto. Haar vader Mart was toen al 7 jaar spoorloos verdwenen, na de dood van zijn jongste dochter Maren door hersenvliesontsteking. Op haar werk vormt ze een rechercheduo met de bijna vutter Fred Klinkenberg. De twee vullen elkaar goed aan en vinden elkaar fijne collega’s.
- Britt, een elfjarig turntalent. Ze woont bij haar gescheiden moeder Mirjam Strijbis in Oudorp. Haar vader Roy de Graaf heeft zijn gezin tien jaar geleden verlaten en zit gevangen te Vught. Hij heeft geen contact meer gehad met echtgenote en dochter. Mirjam heeft Roy in hun laatste ruzie een oog uitgestoken.

De hoofdpersonen vertellen het boek in willekeurige opeenvolging.

## Samenvatting
Na de zaterdagse turnles in Alkmaar Noord  krijgt de elfjarige Britt Strijbis te horen dat ze door mag naar de selectie. Haar beste vriendin Emma van Rijn heeft moeite om dit nieuws te verwerken. Daarom fietsen de twee vriendinnen niet zoals elke zaterdag samen naar een van hun twee ouderlijke huizen, maar de twee meisjes gaan ieder hun eigen weg. Op weg naar haar huis in Oudorp wordt Britt met fiets en al ingeladen in een witte Renault Trafic. Onderweg naar het zuiden wordt de bestelauto geflitst wegens het overschrijden van de maximumsnelheid. Haar ontvoerder Lucas Geerlings stapt over in een zwarte Opel Astra en houdt zich vervolgens schuil in een boerderij bij Eindhoven, waar hij Britt voor de nacht in de kelder opsluit. Gedurende de hele ontvoering blijft Britt in het bezit van haar mobiele telefoon. Omdat de telefoon nodig moet worden opgeladen, beperkt Britt zich tijdens haar ontvoering tot enkele nuttige en zeer belangrijke Sms-jes.
Diezelfde zaterdag doet haar wanhopige moeder Mirjam aangifte van vermissing van Britt bij rechercheur Lois Elzinga. Omdat laatstgenoemde vanwege haar eigen jeugd, direct sympathie opvat  voor deze alleenstaande moeder, wordt de vermissing meteen groot aangepakt. De drie bekende Alkmaarse pedofielen worden uitgebreid in de gaten gehouden, en één van hen redt Lois van de volkswoede door zijn huis grondig te doorzoeken. Privé krijgt Lois ook weer het nodige te verwerken als haar zus Tessa haar in vertrouwen meedeelt dat ze zwanger is en het kind niet wenst te houden.
De volgende  dag maakt Lucas foto’s van Britt, die al snel  begrijpt dat ze als lustobject voor pedofielen de wereld over zal gaan. Maar dan duikt Britt's vader Roy de Graaf op, die ondanks waarschuwingen van de Alkmaarse politie toch uit de gevangenis is ontsnapt. Het blijkt dat hij een tijd met zijn dochter op reis wil. Britt gelooft zijn verhaal en wijst hem vervolgens dan ook maar meteen op de schunnige foto’s op het toestel van Lucas. Lucas had opdracht Britt te ontvoeren en  één foto te maken voor een te vervalsen paspoort.  Roy schiet na het zien van de foto’s Lucas neer en verdwijnt met Brit uit de boerderij richting Duitsland. De doorrechercherende Nederlandse politie redt het leven van de zwaargewonde Lucas Geerlings.
Vanuit het Novotel te Düsseldorf stuurt Britt een tweede sms'je. Vader en dochter  zijn dan onderweg  naar Polen, waar Britt echt niet heen wil. Maar ze komt wel tot het besef dat dit de vader is met wie ze het zal moeten doen, en de verhouding tussen vader en dochter verbetert langzaam. Maar in de omgeving van Lübben vlucht  Britt toch weg van haar vader. Na een eenzame nacht in het bos wordt Britt toch weer teruggevonden door Roy en de twee besluiten het samen toch nog maar eens te proberen. Roy wilde geld halen bij een Poolse bajeskennis, maar omdat Britt niet naar Polen wil komt die man nu naar Duitsland. Ook is het Roy duidelijk geworden na een eerste poging dat hij als Nederlandse ontsnapte gevangene de Duits-Poolse grens niet gemakkelijk kan passeren. In het bos aan de grens bij Neuzelle komt de Pool Bendek opdraven met veel geld voor Roy. Maar hij wil in ruil daarvoor het meisje mee naar Polen nemen. Voor de tweede keer in korte tijd ziet vader Roy zich geconfronteerd met een pedofiele toekomst voor zijn dochter, die hij steeds  meer op haar doortastende vader vindt lijken dan op haar weifelachtige moeder. Hij schiet de Pool dood, die hem met zijn mes nog lelijk weet te verwonden. De ongedeerde Britt belt met de telefoon in de auto van Bendek met haar moeder thuis.
Maar moeder is niet thuis in Oudorp, echter het nummer van Mirjam wordt wel door de politie getapt. Mirjam Strijbis is met Lois Elzinga naar Duitsland gereden. Lois heeft een paar dagen verlof opgenomen en alleen partner Fred ingelicht. Het treft nu dat ze op een uurtje rijden van Neuzelle zijn, als Britt naar Oudorp belt. Lois kan de Duitse politie zo snel de moeder van het gevonden meisje bezorgen. Terug in Alkmaar is Fred boos op de Duitse actie van Lois. Ze heeft haar chef Ramon verzuimd in te lichten, erger nog ze heeft hem bewust om de tuin geleid. Het is inmiddels de vraag of Roy ooit nog zal kunnen lopen. Lois weet nog steeds niet of haar zus het kind wil houden, maar ze heeft wel een gezellige hardloopafspraak met Onno, baron en psychiater.